# 科斯德拉塞勒
科斯德拉塞勒（法語：Causse-de-la-Selle，法語發音：[kos də la sɛl]）是法国埃罗省的一个市镇，位于该省东北部，属于洛代沃区。

## 地理
科斯德拉塞勒（43°48'20"N, 3°38'51"E）面积45.19 平方千米，位于法国奧克西塔尼大區埃罗省，该省份为法国南部沿海省份，南濒地中海，西南接奥德省，西北接塔恩省和阿韦龙省，东北与加尔省接壤。
与科斯德拉塞勒接壤的市镇（或旧市镇、城区）包括：阿热利耶、布里萨克、佩盖罗勒德比埃日、皮埃沙邦、圣安德烈德比埃日、圣吉耶姆勒代塞尔、圣让德比埃日、圣马丹德隆德尔。

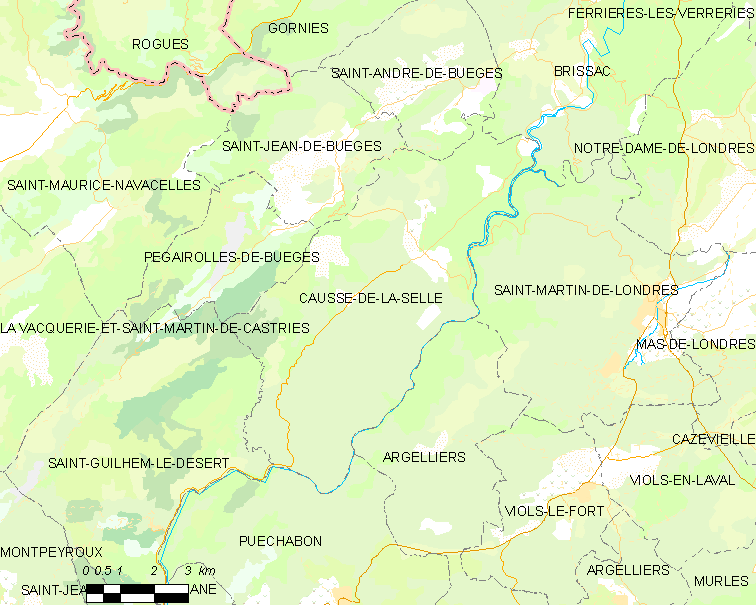
科斯德拉塞勒的OSM定位图

科斯德拉塞勒的时区为UTC+01:00、UTC+02:00（夏令时）。

## 行政
科斯德拉塞勒的邮政编码为34380，INSEE市镇编码为34060。

## 政治
科斯德拉塞勒所属的省级选区为洛代沃县。

## 人口

1962-2008年间科斯德拉塞勒人口变化图示

科斯德拉塞勒于2022年1月1日时的人口数量为443人。